# Bitwa nad rzeką Silarus (powstanie Spartakusa)
Bitwa nad rzeką Silarus – starcie zbrojne, które miało miejsce w roku 71 p.n.e. w trakcie powstania Spartakusa.
Porażka wojsk rzymskich w Kalabrii uświadomiła Krassusowi, że decydujące okaże się tylko bezpośrednie starcie ze Spartakusem. Większość powstańców poczuła się tak pewnie po tym zwycięstwie, że wymusiła na dowódcach marsz w kierunku armii Krassusa. Do spotkania obu armii doszło nad rzeką Silarus (obecnie Sele), choć niektóre przekazy umiejscawiają miejsce bitwy w Lukanii bądź Apulii. Krassus dysponował około 40 tysiącami żołnierzy, liczebność armii powstańczej szacowana jest na około 60 tysięcy ludzi. 
Spartakus ustawił swoje wojska w linii, najsilniejsze oddziały umieszczając w centrum, a lżej zbrojnych i jazdę na skrzydłach. Rzymianie stanęli zaś przed obozem, przed którym wykopali wcześniej głębokie rowy. Gdy tylko obie armie starły się ze sobą, bitwa przeistoczyła się w szereg pojedynków. Spartakus z furią atakował szeregi rzymskie, starając się dostać do Krassusa. W trakcie walki miał zostać raniony włócznią w udo. Przyklękając i osłaniając się tarczą odpierał zaciekłe ataki Rzymian. W końcu okrążony wraz z wielką liczbą swoich ludzi padł pod ciosami rzymskich mieczy. Bitwa zakończyła się klęską powstańców. Poległo około 50 tysięcy ludzi Spartakusa, a 6 tysięcy dostało się do niewoli. Ocalało zaledwie 5 tysięcy niewolników, którzy opuścili pole bitwy. Ciała Spartakusa nie odnaleziono. Okrutny los czekał wszystkich jeńców, których ukrzyżowano wzdłuż całej stukilometrowej drogi Via Appia z Kapui do Rzymu. Wkrótce wojska rzymskie ostatecznie pokonały zbiegłych z pola walki niewolników, których dogoniono na północ od stolicy. Trzecie powstanie niewolników (po pierwszym i drugim powstaniu na Sycylii) ostatecznie upadło.

## Literatura
- Bernard Nowaczyk: Powstanie Spartakusa 73-71 p.n.e., Wydawnictwo Bellona, Warszawa 2008.